# Амангельды Иманов
Амангельды́ Удербайевич Има́нов (каз. Аманкелді Үдербайұлы Иманов; 3 апреля 1873 — 20 апреля 1919 или 18 мая 1919 ) — казахский революционер, один из лидеров Среднеазиатского восстания 1916 года против имперских властей в Казахстане, участник Гражданской войны на территории бывшей Российской империи. 

## Биография
Амангельды Иманов родился в 1873 году в ауле № 3 Кайдаульской волости Тургайского уезда, ныне — Амангельдинский район Костанайской области.
Его отец Удербай Иманов, из рода узын-кипчак, и мать Калампыр, не имея достаточно скота для кочевания, переселились на Байконур. Здесь Удербай занимался земледелием, частично охотой и рыболовством. Дедушка Иман Дулатулы был батыром и полководцем Кенесары, его отец Удербай вместе с братьями принимали участие в военных походах.
Амангельды лишился отца, когда ему было 8 лет[уточнить]. Юность Амангельды проходила в период активной деятельности выдающегося педагога, демократа-просветителя Ибрая Алтынсарина.
До 12 лет учился в аульной школе, затем в медресе дулыгальского имама Абдрахмана.
В 1910 году в Терисбутаке, где жил род Амангельды, по его инициативе была построена школа.
Имеет двух сыновей: старший сын Амангельдиев Рамазан (1911—1941) — журналист, писатель, участник Великой Отечественной войны, рядовой автоматчик, участник битвы за Москву, младший сын Иманов Шарип (1914—2000) — гв. ст. лейтенант, участник Великой Отечественной войны, воин-интернационалист, участвовал при боях на Халхин-Голе. 
Амангельды происходил из кыпчакского племени, из рода «Бегимбет».

## Восстание
Восстание началось вскоре после опубликования указа Николая II от 25 июня 1916 года, названного «реквизицией», о призыве инородческого населения в возрасте 19—43 лет на прифронтовые окопные работы. Но главной причиной оказались слухи, что призовут абсолютно всё мужское население для рытья окопов на границе между русскими и немецкими войсками.
В степях Тургая повстанческое движение оказалось настолько мощным, что для власти совладать с ним представлялось весьма трудной задачей, так как почти все русские военнообязанные были призваны и сражались на европейских фронтах. Во главе восставших стояли военачальники Амангельды Иманов и Алиби Джангильдин. Амангельды сумел создать дисциплинированный конный отряд, с чётко налаженным взаимодействием частей. Главнокомандующим был сам Иманов, опиравшийся на военный совет. В разгар восстания под знаменами Амангельды находилось около 50 000 бойцов.
В октябре 1916 года войско Амангельды осадило Тургай. К нему был направлен корпус под началом генерал-лейтенанта Лаврентьева. Имея сведения о подходе лаврентьевцев, отряды восставших пошли им навстречу. Бойцы Амангельды перешли на партизанские методы. Но происходили и прямые столкновения войск, длившиеся до середины февраля 1917 года. Особым упорством отличались бои в местечке Батпаккара в более сотни километрах от Тургая. Тут находился А. Иманов, в одном из многих районов неповиновения. В конце февраля войска были отозваны, оставив Дугал-Урпек в руках повстанцев.
В августе правитель уезда вызвал карательные войска, которые взяли в плен руководителей Костанайского восстания. Осенью 600 домов из 2470 в Аманкарагайской волости присоединились к восстанию в Торгайском уезде. В декабре Кустанайский военный отряд, вооружённый двумя пушками, двумя пулемётами, приступил к подавлению восстания. Бои между восставшими и карателями, начавшиеся 21 декабря 1916 года, продолжались до февраля 1917-го. Часть восставших подчинились царскому правительству, остальные присоединились к восстанию под руководством Амангельды Иманова.
После победы Февральской революции количество повстанческих отрядов в степи резко возросло, а в конце 1917 года Амангельды занял Тургай.

## Убийство
Досконально неизвестно, как и при каких обстоятельствах был убит Амангельды Иманов, из-за отсутствия свидетелей и слабой развитости письменности в те годы. Алиби Джангильдин утверждал, что Иманова убили алашордынцы; эта версия и была принята в качестве официальной во времена Советской власти. Выдвигаются версии об убийстве Амангельды специальным отрядом алашских белогвардейцев в апреле 1919 года.
Красноармейцы из отряда Амангельды — Айса Нурманов, Султан Актамаков, Оспан Касенов, Зафир Садыков, Ахмет Омаров, Сейдахмет Байсеитов — утверждают, что один из лидеров Алашорды Миржакып Дулатов присутствовал при расстреле Амангельды алашординским отрядом. То же самое во время допроса утверждает Темиров — управляющий Иргизским съездом, он дал показания Джангильдину ещё в 1919-м. У него также Дулатов никуда не уходил при расстреле [М. К. Козыбаев, П.М Пахмурный. Амангельды Иманов 
По словам самого Дулатова во время допроса, он признал своё участие в убийстве Амангельды Иманова и Павла Тарана.
От моральной ответственности за гибель Иманова, Тарана я, конечно, не могу уйти 

Однажды до нас дошли сведения, что Иманов собирается нас арестовать, что у него на квартире находится разведчик идущего поблизости какого-то отряда со стороны Кустаная. Получив эти сведения, в тот же день арестовали Иманова и находящегося в его квартире неизвестного человека, сами же с частью отряда выехали навстречу якобы идущему в Тургай отряду: слухи оправдались, это оказался партизанский отряд Тарана, а незнакомый человек находившийся у Иманова - сам Таран. С отрядом мы встретились в 30 верстах от Тургая без всякого столкновения, и мы узнали, что его преследует казачий полк. Мы алашординцы обсуждали вопрос о том, как поступить с этим отрядом: если пропустить его в Тургай, боялись Иманова, отряд этот скорее поверит ему, чем нам, и Иманов исполнит свои замыслы, это одно, а с другой стороны - если пропустить его в сторону Чалкара невредимым и без боя, то преследовавший его казачий полк непременно разорит местное население и в первую очередь отомстит нам. Принимая все это во внимание мы решили обезоружить отряд, а людей отпустить, так и сделали. И это вынужденное свое действие тогда же объяснили отряду. Когда вернулись на другой день вечером в Тургай, оказалось, что оставшаяся часть отряда в Тургае, в суматохе казнила Иманова и Тарана.

## Амангельды в культуре

### Живопись
- Абильхан Кастеев — картины «Амангельды», «Наступление Амангельды», «Торгайский поход».
- Канафий Тельжанов — картина «Амангельды».

### Публицистика
- Восстание 1916 года в Средней Азии и Казахстане (Сборник документов). — М.: Наука, 1960.
- Нурканов А. Народный батыр. — Москва, 1962.
- Турсунов X. Восстание 1916 года в Средней Азии и Казахстане. — М.: Наука, 1966.
- Сапаргалиев Г. С. Карательная политика царизма в Казахстане (1905—1917 гг.). — Алма-Ата: Казахстан, 1966.
- Амангельды Иманов: Статьи, документы, материалы / Под ред С. Б. Бейсембаева). — Алма-Ата, 1973.

### Кино
- Советский кинофильм «Амангельды» (1938), режиссёр Моисей Левин, сценаристы Вс. Иванов, Б. Майлин, Г. Мусрепов, в гл. роли Елеубай Умурзаков.

### Другое
- В честь Амангельды Иманова назавн один из пиков (3999м н.у.м.) Заилийского Алатау, Урочище Туюк-Су.

## Память
- 1944 год — историческое полотно «Штаб Амангельды» заслуженного художника Казахской ССР Баки Идрисовича Урманче.
- В 1947 году в Алма-Ате установлен бронзовый памятник Амангельды Иманову — конная статуя.
- В Алма-Ате (Казахстан), в сквере ниже КБТУ на Аллее выдающихся деятелей установлен бюст Иманова на постаменте.
- В честь Амангельды Иманова назван пик в Заилийском Алатау.
- Улица Амангельды есть в Алма-Ате. Рядом проходит улица Масанчи — другого участника установления Советской власти.
- Улицы Амангельды также есть во многих городах Казахстана: Астане, Шымкенте, Таразе, Талдыкоргане, Уральске, Костанае, Петропавловске, Павлодаре, Темиртау, Семее, Хромтау, Арыси, Балхаше, Шахтинске, Кентау и других городах.
- В Жезказгане и Сатпаеве есть улица Иманова.
- Новый жилой комплекс Астаны носит название «Амангельды».
- В Алматинской области проводится международный турнир Амангельды Иманова по современному пятиборью.
- В 1969 году в ауле Амангельды открыт музей. В 1964 году в ауле Урпек, где родился Амангельды Иманов, открылся филиал музея.
- Памятник в городе Аркалык.

Бюст Амангельды Иманова на Аллее выдающихся деятелей в Алма-Ате.
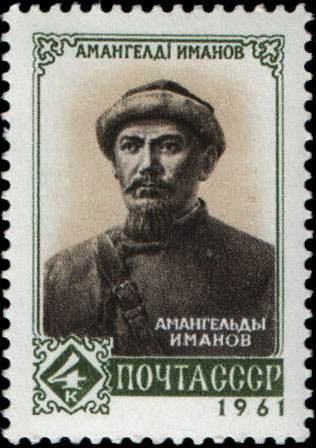
Почтовая марка СССР, 1961 год